# Мстислав-Борис Давидович
Мстислав Дави́дович (охрещений як Борис, помер в травні 1187) — князь вишгородський із Смоленської гілки династії Рюриковичів. Син князя смоленського Давида Ростиславича

## Життєпис
В 1184 році Мстислав по волі батька, бере участь у поході Всеволода Юрійовича на камських болгар, але в цьому ж році він успішно виступає батьковим конкурентом в Новгороді. Однак вже у 1187 році суздальська партія вигнала Мстислава з міста. Можливо, за сприяння Всеволода, Мстислав отримав Вишгород, де і помер в 1189 році.
Його дружиною була донька хана Тоглія, ім'я якої невідоме.
Був похований в монастирській церкві св. Федора в Києві.